# Patria Bank
Patria Bank este o bancă românească, fondată în anul 1993 sub denumirea de Banca Romexterra, redenumită ulterior Nextebank. Începând cu 30 aprilie 2014 acționarul principal al băncii a devenit fondul de investiții Emerging Europe Accession Fund (EEAF), schimbare care a adus și lansarea noului brand sub care funcționează banca din martie 2016: Patria Bank.
În primăvara lui 2016 am devenit acționari majoritari în Banca Comercială Carpatica S.A., cu o participare de peste 60% și am demarat procesul de fuziune dintre cele două bănci. Banca Comercială Carpatica a fost înființată în anul 1999 la Sibiu iar începând cu data de 26.04.2005, acțiunile Băncii Comerciale Carpatica au fost listate la categoria Premium a Bursei de Valori București, fiind sunt incluse în indicii BETPlus, BET-XT, BET-XT-TR, BET-BK.
Urmare a finalizării pașilor procedurali, din 1 mai 2017 cele 2 instituții au devenit o singură bancă. Noua bancă Patria Bank continuă să fie listată la Bursa de Valori București în categoria Premium.
Grupul Patria Bank are drept acționar majoritar Fondul de Investiții Emerging Europe Accession Fund (EEAF) ai cărui principali investitori sunt instituții importante și de renume precum BERD (Banca Europeană de Reconstrucție și Dezvoltare), FEI (Fondul European de Investiții) și alte instituții importante la nivel european.
La finalul anului 2015, instituția a anunțat că-și va schimba numele în Patria Bank. Acționarii Nextebank s-au reunit în februarie 2016 pentru a oficializa aceasta modificare.

## Divizii
Banca Patria Bank este parte a grupului Patria Bank, din acesta făcând parte și:
- Patria Credit IFN - instituție cu expertiză și experiență în microfinanțare, fonduri europene și produse financiare dedicate segmentului agro[5].
- SAI Patria Asset Management SA - societate specializată în administrarea investițiilor.[6] Cunoscut pentru administrarea primului și singurului ETF care urmărește indicele BET din România: EFT BET Patria-Tradeville.[7]